# Bandera de Menàrguens
La bandera oficial de Menàrguens té la descripció següent:
Bandera apaïsada de proporcions dos d'alt per tres de llarg, tercejada horitzontal, verda, groga i verda, la faixa central amb dues dents negres al perfil superior, juxtaposades, cadascuna de base 2/9 de la llargària del drap i d'altura 1/4 de la del drap.

## Història
Va ser aprovada el 2 d'abril del 1993 i publicada al DOGC núm. 1735 el 21 d'abril del mateix any. Està basada en l'escut heràldic de la localitat.